# Höfen (Neuhaus an der Pegnitz)
Höfen ([ˈhøːfn̩] ) ist ein Gemeindeteil des Marktes Neuhaus an der Pegnitz im Landkreis Nürnberger Land (Mittelfranken, Bayern). Die Gemarkung Höfen hat eine Fläche von 7,942 km². Sie ist in 1181 Flurstücke aufgeteilt, die eine durchschnittliche Flurstücksfläche von 6725,11 m² haben. In ihr liegen neben dem namensgebenden Ort die Gemeindeteile Hammerschrott, Mosenberg, Ranna und Ziegelhütte.

## Lage
Das Dorf liegt südlich des Veldensteiner Forstes. Die Staatsstraße 2163 führt nach Plech (3 km westlich) bzw. über Ziegelhütte nach Neuhaus (3,5 km südöstlich).

## Geschichte
Der Ort entstand als Rodungsdorf in der zweiten Hälfte des 15. Jahrhunderts. Im Staatsarchiv München befindet sich ein Schriftstück mit folgendem Eintrag:
„Danach ist aber ein Dorf aufkummen und des Waldes ein michel ort darzu ausgereut, genannt zu den Höfen, als auf zwelf Güter zwischen dem Wald und Velden und Viehofen an ihrem Behulzung, traib, wünn und waid merklich schad verhinderung beschicht...“
(Höfen, ma Hifm, D 23, kGem. Höfen, kath. Pf. Neuhaus/Pegnitz evPf. Plech c 1480...)

Bodenfunde beweisen, dass um den Ort schon viel früher Menschen gelebt haben. Bei Erdarbeiten wurde im Jahr 1934 neben dem Anwesen Hausnummer 17 ein Hügelgrab aus dem 6. vorchristlichen Jahrhundert gefunden. Das Grab wurde vom Bayerischen Landesamt für Denkmalpflege sorgfältig untersucht und dabei nachgewiesen, dass es aus der Bronzezeit stammt. Es enthielt die Gebeine von 3 oder 4 Personen. Man nimmt an, dass die Toten nicht gleichzeitig beerdigt wurden, weil die Skelette bei der letzten Beerdigung offensichtlich in Unordnung gebracht wurden.
Eine weitere Grabstätte wurde entdeckt, als man im Jahre 1923 mit dem Erdaushub für die Kapelle begann. Die Erdarbeiten wurden sogleich eingestellt. Das zuständige Bezirksamt meldete den Fund dem Landesamt für Denkmalpflege. Bei den Ausgrabungen wurde festgestellt, dass das Skelett im dritten Grab besonders gut erhalten war. Auf der Brust lag eine Medaille, an der rechten Hand befand sich ein Bronzering mit einem erhabenen Kreuz. Diese beiden Funde lassen auf das Grab einer Ordensfrau schließen. Nach der mündlichen Überlieferung der Höfener stand im angrenzenden Staatswald ein dem heiligen Nikolaus geweihtes Benediktinerinnenkloster. Die Waldabteilung Sandknöcklein, in einer Landkarte aus dem Jahre 1824 noch St. Nicola, bekräftigt diese Überlieferung. Professor Hock, Würzburg, stellte fest, dass die Gräber aus dem 8. Jahrhundert stammen. Die Gebeine lagerten vorübergehend in einem Museum in Forchheim. Auf Betreiben der Höfener kamen sie wieder zurück und wurden neben der Kapelle beerdigt. Das Dorf bestand aus 12 Bauernhöfen. Im 16. Jahrhundert entstanden vier weitere Anwesen. Dazu kamen zwei Mieter und der Dorfhirte. Erst in der Zeit nach dem Zweiten Weltkrieg wurden weitere Häuser gebaut. 
Die Gemeinde Höfen gehörte von 1862 bis 1972 zum oberfränkischen Bezirksamt bzw. Landkreis Pegnitz und kam nach dessen Auflösung zum mittelfränkischen Landkreis Nürnberger Land. Zum 1. Mai 1978 wurde sie im Zuge der Gebietsreform in Bayern in den Markt Neuhaus an der Pegnitz eingemeindet. 
Bei der Volkszählung 1987 gab im Dorf Höfen 33 Häuser mit 121 Bewohnern. Die Landwirtschaft hat in Höfen an Bedeutung verloren. Die Mehrzahl der Bewohner fährt bis nach Nürnberg zur Arbeit.

## Baudenkmäler
- Haus Nr. 20: Zweigeschossiger Satteldachbau mit Fachwerkgiebel, im Kern von 1784 (ehemaliges Wohnstallhaus)
- Haus Nr. 23: Marter, Vierkantschaft (Kalkstein), bezeichnet „1786“, teilerneuert im 19. Jahrhundert; in der Ortsmitte
- Haus Nr. 23: Fachwerkscheune aus dem 18. Jahrhundert
- Haus Nr. 48: Ehemaliges Wohnstallhaus, eingeschossiger Steilsatteldachbau mit Fachwerkgiebel, aus dem 18. Jahrhundert
- Haus Nr. 61: Scheune (Fachwerkbau mit Satteldach und stirnseitiger Toreinfahrt aus der zweiten Hälfte des 18. Jahrhunderts)
- Katholische Kapelle Sankt Johann, schlichter, massiver Bau, 1925/26; mit Ausstattung